# 제1군단 (조선민주주의인민공화국)
제1군단, 위장명칭 제757대연합부대는 조선인민군 육군의 첫 번째 군단이다. 군단 본부는 현재 강원도 금강군 회양읍에 있는 것으로 알려져 있다.

## 역사

### 한국 전쟁
제1군단은 김일성이 주도한 한국 전쟁이 발발하기 15일 전, 1950년 6월 10일에 약 5,000명의 전력을 갖추고 창설되었다. 6월 25일 새벽, 군단은 미리 주어진 명령에 따라 제1, 3, 4, 6, 13사단을 이끌고 38도선을 넘어 한반도 남쪽으로 진격하였다.
조선인민군 최고사령부의 사령관으로 임명된 김일성은 7월 4일에 전선사령부를 창설하여 전선에 투입된 모든 부대를 통솔하도록 하였다. 1군단은 예하 부대로 편성되었다.
군단은 제2군단과 같이 서울 동쪽으로 진격하여 예하 사단을 지휘하였다.

## 전투 서열

### 상위조직
- 전선사령부; 1950년~19??년
- 인민무력부; 현재

### 전투 서열
- 지휘소
  - 기본 : 강원도 준양군(금강군) 철령지하
  - 예비 : 강원도 금강군 직동령지하
- 제1사단 - 강원도 고성군
- 근위 강건 제2사단 - 강원도 금강군 이포리
- 제13사단
- 제21사단
- 제31사단 - 강원도 고성군
- 제46사단
- 제47보병사단
- 제474경보병사단 : 5~6천명
- 제61저격여단
- 제109전차여단 "478군부대" - 3개대대
- 포병여단
- 고사포병여단
- 방사포병여단
- 제18박격포연대
- 제31박격포연대
- 공병연대
- 직할 : 대전차2,화학,전차2,정찰,공병2대대,통신,화학,경전차2대대

## 같이 보기
- 제2군단 (조선민주주의인민공화국)
- 제3군단 (조선민주주의인민공화국)
- 제4군단 (조선민주주의인민공화국)
- 제5군단 (조선민주주의인민공화국)
- 제12군단 (조선민주주의인민공화국)
- 노광철

## 참고

### 인용
1. ↑  Appleman 1998, 11쪽
2. ↑  Appleman 1998, 26쪽

### 자료
- Appleman, Roy E. (1998). 《South to the Naktong, North to the Yalu: United States Army in the Korean War》. 미국 육군부. ISBN 978-0-16-001918-0.